# Kirche St. Johann (Schaffhausen)

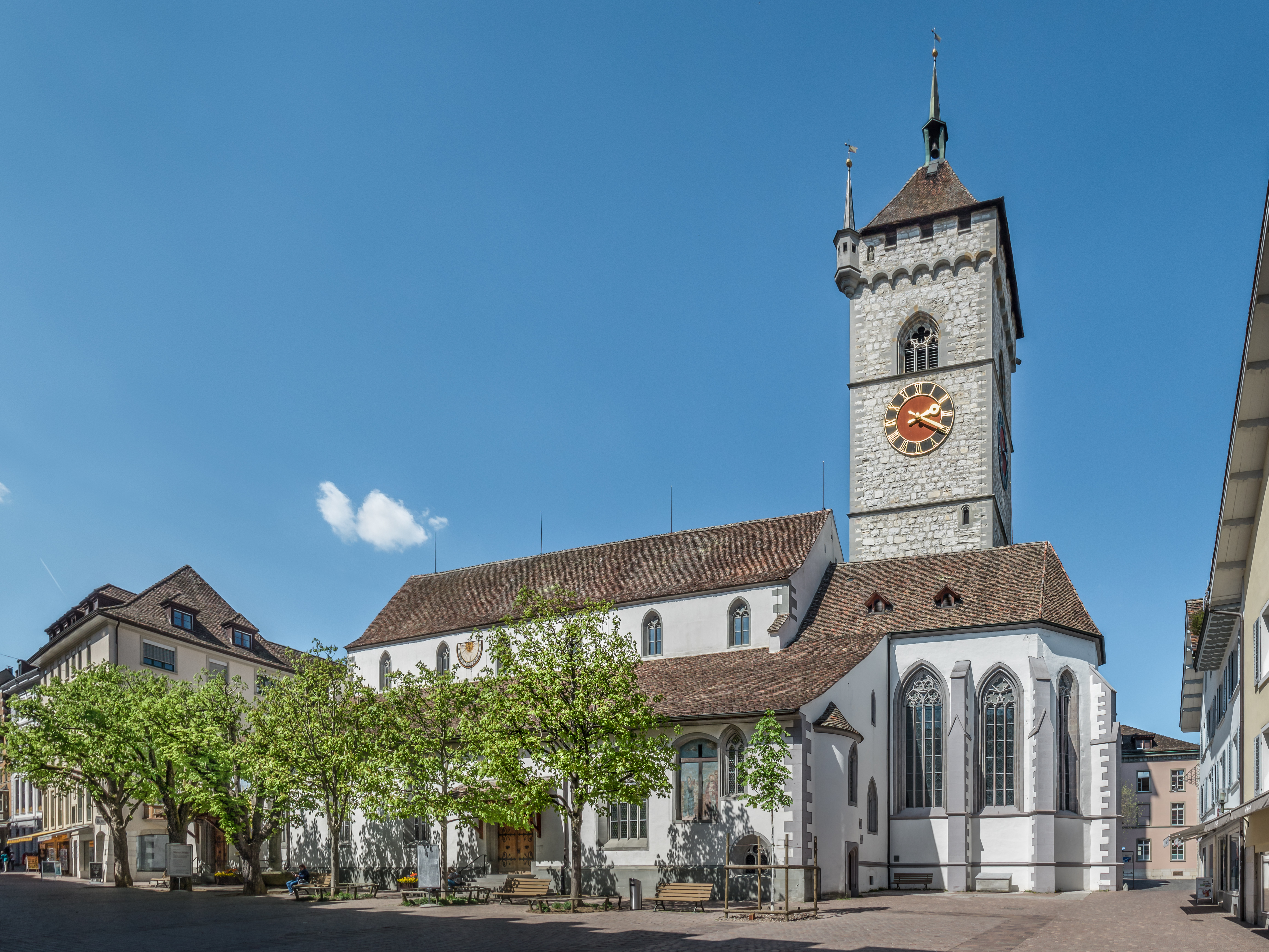
Aussenansicht (Südseite)

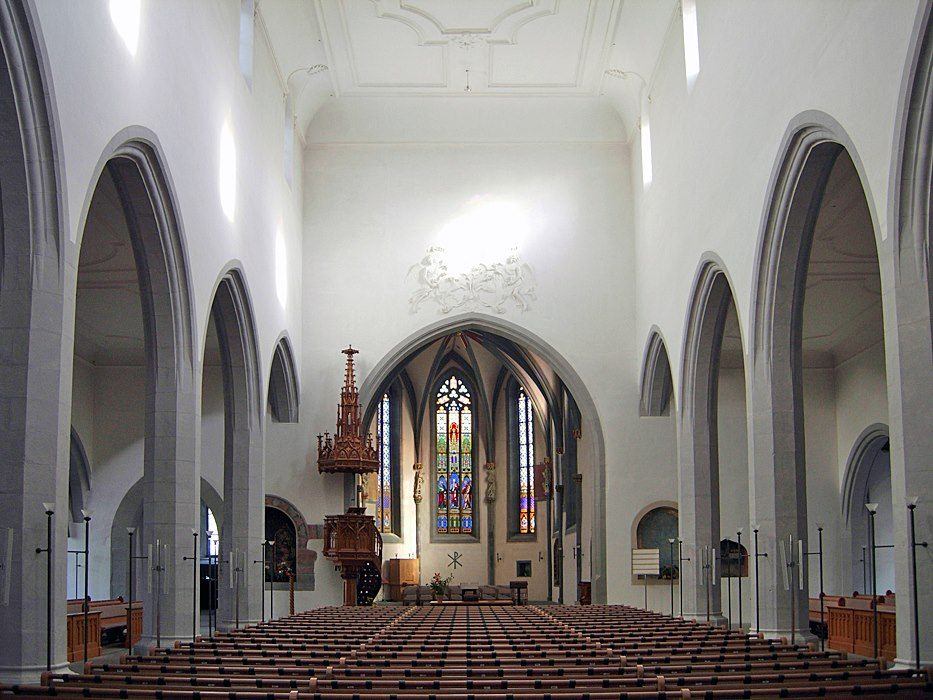
Blick zum Chor

St. Johann ist eine evangelische Kirche in der Altstadt von Schaffhausen (Kanton Schaffhausen).
Baubeginn war etwa um 1000.
1990 wurde die letzte grundlegende Renovierung abgeschlossen.

## Pfarreigeschichte
Im Mittelalter stand der St. Johann unter dem Patronat des Benediktinerklosters Allerheiligen Schaffhausen. Ein vom Abt eingesetzter Leutpriester, ein oder mehrere «Helfer» und bis zu 13 Kapläne waren im Einsatz, nicht nur im St. Johann selber, sondern auch in dessen Filialen. Der Hauptpfarrer am St. Johann war schon vor der Reformation der oberste Pfarrer der Stadt, Antistes, Dekan.
Im Zeichen der beginnenden Reformationsbewegung übernahm die Stadt Schaffhausen vom letzten Abt Michael Eggenstorfer alle Klostergüter. Neben der bisherigen Stadtkirche St. Johann wurde nun die ehemalige Klosterkirche, das Münster, die zweite Hauptkirche der Stadt. Abendmahl und Taufen blieben dem St. Johann vorbehalten. Von 1529 bis 1852 wurden somit alle Pfarrer und «Helfer» (Diacone) am St. Johann vom Kleinen Rat gewählt, von 1852 an bis 1876 wenigstens mit Beteiligung einer kleinen Delegation der Kirchgemeinde zusammen mit dem Regierungsrat.
Die beiden Hauptpfarrer von St. Johann und Münster bildeten zusammen mit dem Pfarrer am Spital von 1536 bis 1803 das Gremium der «Dreier», auch Triumvir genannt. Ihnen oblag die Leitung der Kirche unter Aufsicht des Rates. Einer von ihnen, meistens der St. Johann-Pfarrer wurde jeweils vom Kleinen Rat zum Antistes gewählt, welcher in der Regel von der (Pfarrer-)Synode auch zum Dekan gewählt wurde und als solcher die Synode präsidierte.
Die Kantonsverfassung von 1876 und letztlich die «Kirchen-Organisation» von 1914 brachte der Kirche die Selbständigkeit und damit auch die Gleichberechtigung aller Pfarrer innerhalb der Kantonalkirche und für die Kirchgemeinden das volle Pfarrwahlrecht. Bis 1984 ging die Pfarrbesoldung beider Pfarrstellen am St. Johann zu Lasten des Staates.
Die Kirchgemeinde wurde 1842 in die drei Pfarreien Sankt Johann, Münster und Steig aufgeteilt, 1915 wieder zu einer Gemeinde mit den Kirchenquartieren Sankt Johann, Münster, Steig und (seit 1959) Zwinglikirche vereinigt. Seit 1973 bilden sie vier eigene Pfarreien.
Im 21. Jahrhundert (Stand 2020) ist es eine landeskirchlich geprägte Stadtgemeinde mit rund 2500 Mitgliedern, zwei Pfarrpersonen, einer Sozialdiakonin, einer Sekretärin, zwei Organisten, zwei Mesmerinnen, einer Katechetin und einer grossen Anzahl freiwillig Mitarbeitenden. Der Kirchenstand und die Pfarrerschaft leiten die Gemeinde gemeinsam.

## Abmessungen
Das fünfschiffige Langhaus ist unregelmässig. Keine Seite ist gleich lang wie eine andere und keine Ecke ist rechtwinklig.
Mittelschiff: Die Innenlänge des Mittelschiffes beträgt 38,5 m, die breiteste Stelle ist 10,1 m, die Höhe bis Decke 16,5 m, darüber bis First 7,1 m, total 23,6 m.
Langhaus: Die breiteste Stelle des Langhauses misst 31 m.
Chor: Der Chor ist 15,7 m lang und 8,2 m breit.
Turm: Der Turm ist 68 m hoch.

## Baugeschichte

### Erste Kirchbauten
1045 erhielt die Stadt Schaffhausen das Münzrecht. Erstmals wird scafhusun erwähnt. Es darf angenommen werden, dass bereits zu dieser Zeit eine erste Kirche bestand. Durch die Ausgrabungen von 1983 bis 1989 wurden 3,4 m unter dem heutigen Kirchboden Mauerreste einer ersten kleinen Steinkirche freigelegt: Ein einfacher Saalbau mit angrenzendem Rechteckchor.
Die Kirche wurde immer wieder der rasch wachsenden Bevölkerung angepasst. Im 12. Jahrhundert wurde der bereits früher auf 32,8 m Länge erweiterte Saalbau durch ein 3,8 m breites Seitenschiff ergänzt. Der Rechteckchor, eine Sakristei und ein Turm von gleicher Grundfläche wie der Münsterturm zeichnen diese Kirche aus. Die Mauerzüge sind heute in der Pflasterung um den Chor markiert.

### 12. Jahrhundert
1248 wurde die Leut- oder Pfarrkirche unmittelbar dem Abt von Allerheiligen unterstellt (Gründung des Klosters 1049). Da gleichzeitig auch die Pfarrei Sankt Michael bei Büsingen dem Abt unterstellt wurde, ist davon auszugehen, dass die Schaffhauser bis zu diesem Zeitpunkt der Kirche Büsingen zugehörig waren.
In den ersten Erwähnungen der Kirche findet sich 1261, dass die Kirche Johannes geweiht war (ecclesia sancti Johannis). 1295 folgte die Ergänzung des Doppelpatroziniums, also die Weihung auf Johannes den Täufer und des Evangelisten.

### 14. und 15. Jahrhundert
Ende des 14. Jahrhunderts wurde eine neue, dreischiffige gotische Kirche gebaut. Der Boden wurde 2,7 m höher gelegt. Das Niveau des angrenzenden Friedhofs stieg durch die Bestattungen im Laufe der Zeit immer höher und machte eine Anpassung notwendig. Im Untergeschoss der Kirche finden sich heute dank dieser Höherlegung die gut erhaltenen Reste der romanischen Vorgängerkirchen.
Die Stadtrechnungen er
wähnen 1408 den Bau eines Erkers an dem Turm als Wächterhäuschen. 1409 Anbringung einer von einem Rheinauer Mönch gefertigten Schlaguhr mit einem Zifferblatt auf der Südseite des Turmes. 1420 wurde die «grosse Glocke» im Turm aufgehängt. Eine Fuhre von 200 Ziegelsteinen und 3000 Schindeln auf den turn 1445/1446 lässt auf den Bau eines Daches auf dem Turm schliessen. Nach der Sturmordnung von 1445 hatte ein Wächter Tag und Nacht auf dem Turm zu sein.
1466-1472 erfolgte die Verlängerung des Mittelschiffes und der inneren Seitenschiffe gegen Westen (zum Kronengässlein), um ein Joch auf die heutige Länge. Dachstuhl und Obergaden stammen ebenfalls aus dieser Zeit. Erhalten geblieben ist auch das Portal im Westen gegen die Vordergasse von 1467.

### 16. Jahrhundert
1515 schuf man die Verbreiterung der Kirche durch den Anbau der äusseren Seitenschiffe auf die heutige Grösse.
Als Abschluss des Umbaus erfolgt 1517 die Weihe des Neubaus, des Beinhauses samt Friedhof durch den Weihbischof von Basel im Auftrag des Konstanzer Bischofs. Zu dieser Zeit standen 12 Altäre in der Kirche. Vier Jahre vor dem ersten Bildersturm 1524 wurden 1520 die Fresken an der südlichen Aussenwand angebracht.
Nach der Reformation
Am 30. September 1529, einen Tag nach Einführung der Reformation wurden die Bilder und Altäre zerstört. Die Nische mit der Madonna auf dem Turm wurde zugemauert und die Orgel demoliert. 1532 war alles vollständig schmucklos. «Tand und Flitterwerk waren weg, das Wort allein war da in seiner Kraft.»
1541 wurde der Friedhof in den heutigen Mosergarten verlegt. Der früher beim Fronwagturm befindliche Markt fand nun vor der Kirche Platz.
1597 sollte die Orgel wieder spielfähig gemacht werden. Infolge Einspruchs der Geistlichkeit wurden der Beschluss rückgängig gemacht und die Pfeifen in Weinkannen umgegossen.

### 17. und 18. Jahrhundert
1612 beschloss der Rat die Aufstellung einer steinernen Schandbank für «unnütze und liederliche Leut» an der unteren Kirchenstiege.
1733/1734 wurde die Kirche erneut geweisst und die alte hölzerne Decke ganz entfernt. Die barocken Stukkaturdecken des Mittelschiffs und der inneren Seitenschiffe stammen von Johann Jakob Schärer (1667–1746). Über dem Chorbogen, wo einst das Jüngste Gericht lag, wurde das Staats- und Standeswappen mit dem Spruch Deus spes nostra est («Gott ist unsere Hoffnung») angebracht.

### 19. Jahrhundert
Bei der Innenrenovation 1835/1836 wurden der gemauerte, gotische Lettner (Ersterwähnung 1436) abgetragen und die Kanzel versetzt. Die ausserhalb der Kirche den Chor und die Apsis umstehenden Verkaufsbuden wurden 1842 entfernt. 1851 wurde der Chor mit einer Riegelwand abgetrennt, um als beheizbarer Gottesdienstraum zu dienen.
Die romantische Orgel von Johann Nepomuk Kuhn stand 1879 im Zentrum der Erneuerungen. Sie befand sich auf einer Eisenempore, die 1985 entfernt wurde. Die Riegelwand zum Chor wurde wieder entfernt und dafür in der ganzen Kirche eine Gasheizung und – Beleuchtung eingebaut. An der Westseite wurden zwei Rosettenfenster eingesetzt.

### Neueste Zeit

Kirche im Jahr 1901

1983–1990 unternahm man eine Gesamtrenovation: Abbruch der Empore und Einbau einer hydraulischen Konzertbühne. Neue Bestuhlung mit verschiebbaren Sitzbänken für 1040 Sitzplätze, die sowohl zum Chor wie auch zur Bühne ausgerichtet werden können. Restauration und Erneuerung der Orgel. Bau von unterirdischen Musikerräumen und technischen Räumen mit Rücksicht auf archäologische Grabungsergebnisse.
Nach 7-jährigen Ausgrabungsarbeiten und Gesamtrestaurierung für 12 Mio. Franken, erfolgte im März 1990 die Einweihung der erneuerten Kirche. Priorität hatte die Erhaltung des Baudenkmals als Gottesdienstraum, wobei der Tatsache Rechnung getragen wurde, dass berühmte Dirigenten und Musiker seit 1870 die Klangentfaltung und Akustik des grossen Kirchenraums schätzten. (Albert Schweitzer lobte nach einem Konzert am 17. Oktober 1928 den besonders „weichen und feinen Ton“ der Orgel.) Seit 1946 sind vor allem die Internationalen Bachfeste weit herum bekannt.
«Im Inneren galt es, die düstere eingeengte Wirkung zu beheben und den von Grund auf gotischen, mit barocken Decken ausgestatteten und wohl einmalig schön gegliederten Gesamtraum wieder in seiner ganzen Grösse zum Erlebnis werden zu lassen, und gleichzeitig den Bedürfnissen der kirchlichen und konzertanten Nutzung Rechnung zu tragen.» (Meinrad Scherrer und Peter Hartung, Architekten).

## Orgel
Die Kirche besitzt eine romantische Orgel, die 1879 von Orgelbau Kuhn erbaut wurde. Das Instrument wurde 1929 und 1990 überarbeitet und hat heute 67 Register auf drei Manualen und Pedal. Eine Besonderheit ist die Clarinette im II. Manual. Sie befindet sich in einem separaten Schwellkasten.
| I Hauptwerk C–f3 |        |
| Principal        | 16′    |
| Bourdon          | 16′    |
| Principal        | 8′     |
| Gedeckt          | 8′     |
| Gamba            | 8′     |
| Gemshorn         | 8′     |
| Flauto dolce     | 8′     |
| Quintflöte       | 5 1⁄3′ |
| Octav            | 4′     |
| Fugara           | 4′     |
| Octav            | 2′     |
| Mixtur V         | 5 1⁄3′ |
| Mixtur IV        | 2 ⁄3′  |
| Gross Cornett IV | 5 1⁄3′ |
| Tuba             | 16′    |
| Trompete         | 8′     |

| II Brustwerk C–f3 |       |
| Bourdon           | 16′   |
| Gamba             | 16′   |
| Principal         | 8′    |
| Gedeckt*          | 8′    |
| Viola             | 8′    |
| Spitzflöte        | 8′    |
| Dolce             | 8′    |
| Octav             | 4′    |
| Gemshorn          | 4′    |
| Traversflöte*     | 4′    |
| Quintflöte        | 2 ⁄3′ |
| Flautino          | 2′    |
| Mixtur IV         | 2 ⁄3′ |
| Cornett III–V     | 8′    |
| Clarinette        | 8′    |
| Trompete          | 8′    |
| Tremolo           |       |

| III Schwellwerk C–f3 |        |
| Lieblich Gedeckt     | 16′    |
| Geigenprincipal      | 8′     |
| Lieblich Gedeckt     | 8′     |
| Wienerflöte          | 8′     |
| Salicional           | 8′     |
| Aeoline              | 8′     |
| Voix céleste         | 8′     |
| Octav                | 4′     |
| Spitzflöte           | 4′     |
| Flûte d’amour        | 4′     |
| Nazard               | 2 ⁄3′  |
| Octavin              | 2′     |
| Tierce               | 1 3⁄5′ |
| Plein-jeu V          | 2′     |
| Basson               | 16′    |
| Trompette harm.      | 8′     |
| Oboe                 | 8′     |
| Vox humana           | 8′     |
| Tremolo              |        |

| Pedalwerk C–f1 |        |
| Principal      | 32′    |
| Principal      | 16′    |
| Subbass        | 16′    |
| Violonbass     | 16′    |
| Harmonikabass  | 16′    |
| Octavbass      | 8′     |
| Flötenbass     | 8′     |
| Violoncello    | 8′     |
| Octav          | 4′     |
| Rohrflöte      | 4′     |
| Nachthorn      | 2′     |
| Rauschbass III | 5 1⁄3′ |
| Mixtur IV      | 2 ⁄3′  |
| Posaune        | 16′    |
| Trompete       | 8′     |
| Clarino        | 4′     |

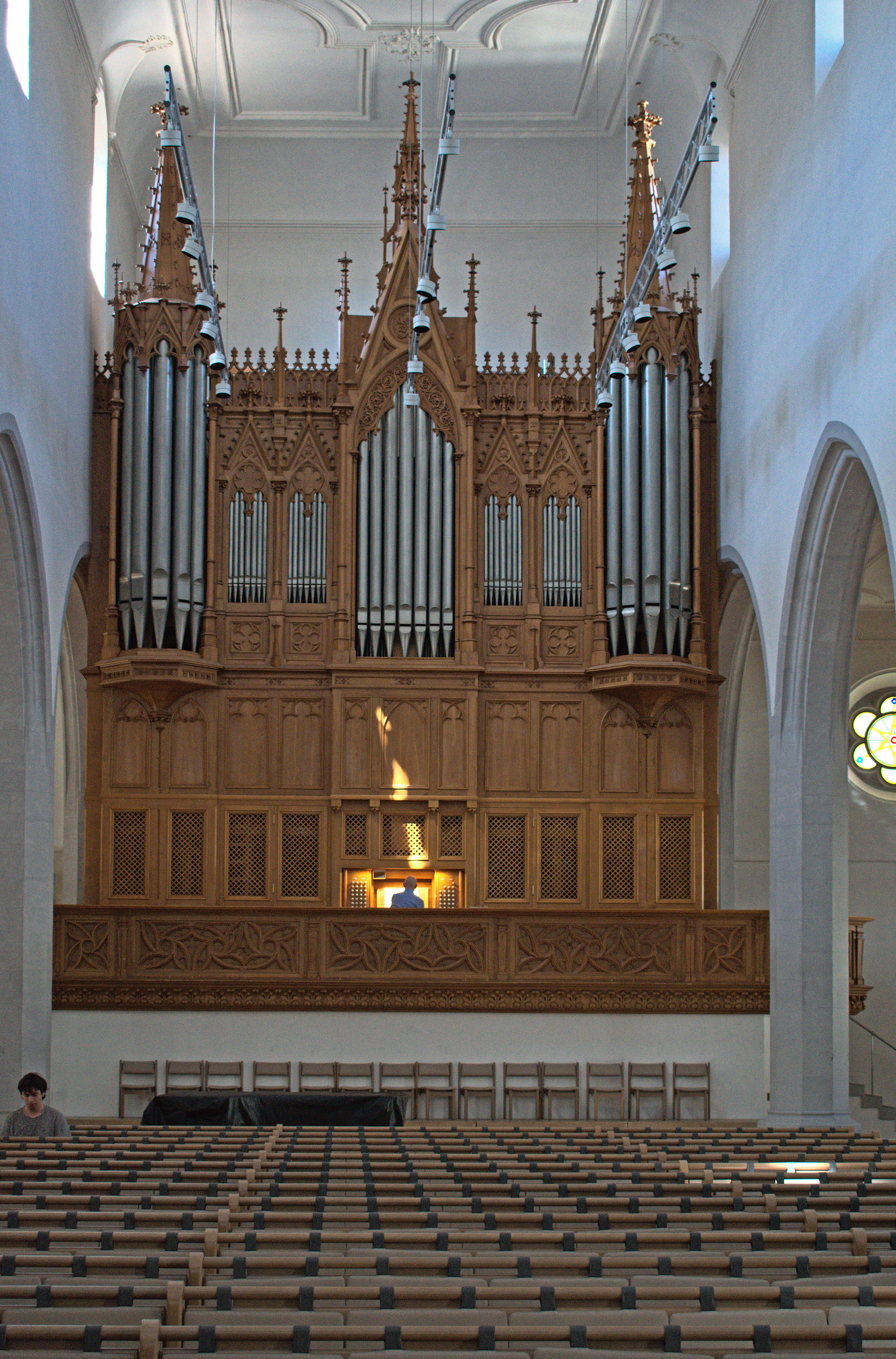
Kuhn-Orgel auf der Westempore

- Koppeln:  II/I, III/I, III/II, I/P, II/P, III/P

## Glocken
Im aus Bruchsteinen gemauerten und mit einem Pyramidendach gedeckten Kirchturm, auf dessen Spitze noch eine mit einer kleinen Glocke bestückte Laterne (Architektur)| sitzt, in diesem Turm hängt ein vierstimmiges Glockengeläut, das wegen seines Alters besonders wertvoll ist. Die Giesser, wahrscheinlich auch der unbekannte aus dem 14. Jahrhundert, stammen aus Schaffhausen.
| Glocke | Name            | Gewicht     | Gussjahr | Giesser                         | Schlagton |
| ------ | --------------- | ----------- | -------- | ------------------------------- | --------- |
| 1      | Grosse Glocke   | ca. 3850 kg | 1496     | Hans Lamprecht                  | des′      |
| 2      |                 |             | 1464     | Heinrich Hafengiesser           | f′        |
| 3      | Betzeitglocke   |             | 14. Jh.  |                                 | as′       |
| 4      | Hochzeitsglocke |             | 1724     | Tobias u. Johann Ulrich Schalch | f″        |

## Weitere Nutzung
Neben Gottesdiensten finden in der Kirche auch Orchester- und Chorkonzerte statt.